# Fontaines Montefiore

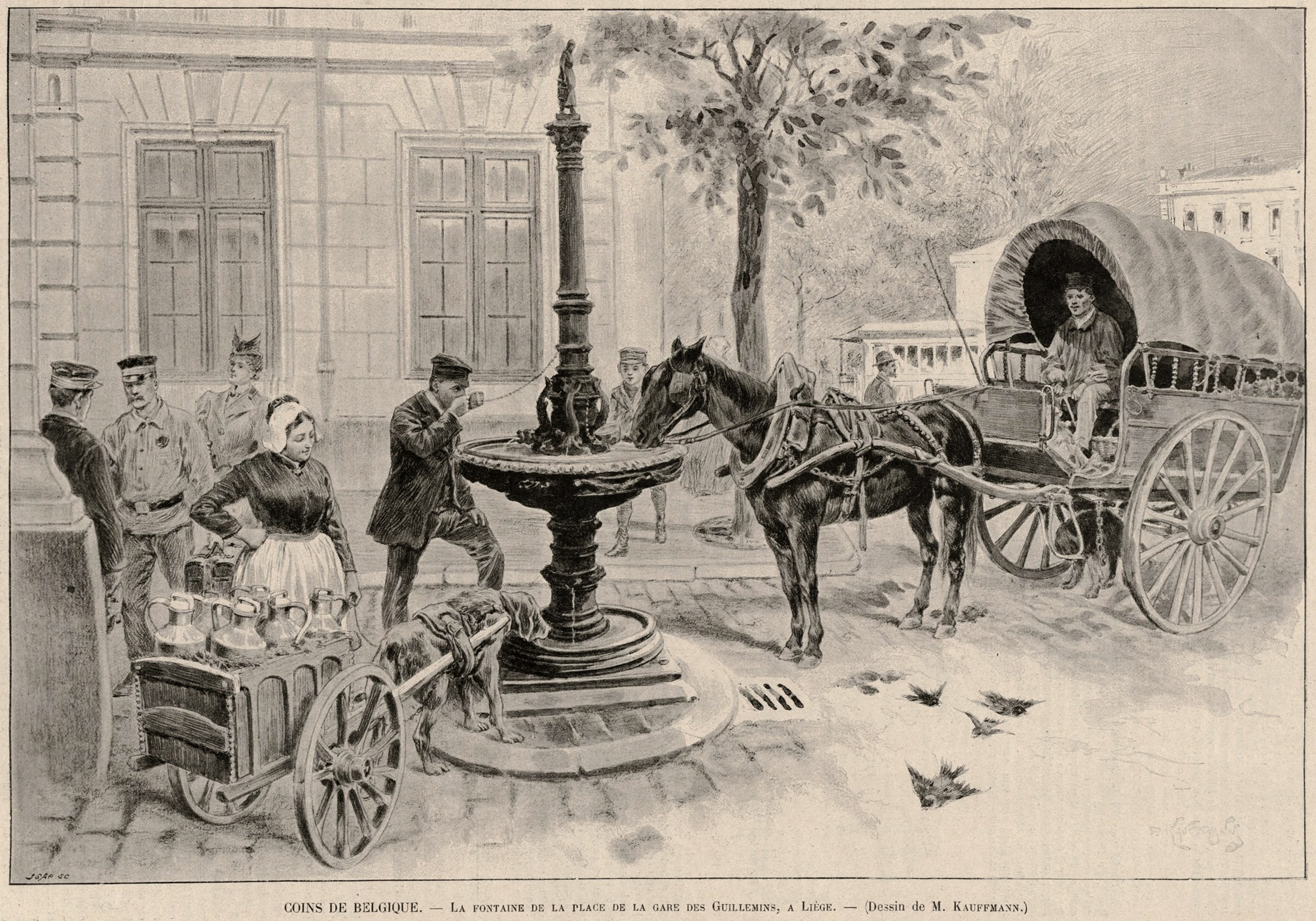
De fontaine Montefiori bij het Station Luik-Guillemins met drie verschillende gebruikers (illustratie Paul Adolphe Kauffmann, in: Le Monde Illustré, 2 juli 1898)

De fontaines Montefiori (Montefiorifonteinen) zijn een aantal drinkfonteinen in de Belgische stad Luik. De fonteinen zijn vernoemd naar Hortense Montefiore-Bischoffsheim, de echtgenote van de Luikse industrieel en politicus Georges Montefiore-Levi.

## Achtergrond
De fonteinen waren een initiatief van Hortense Montefiore-Bischoffsheim, in samenwerking met de Koninklijke Maatschappij voor Dierenbescherming, die in 1888 zijn 25e verjaardag vierde. Het ontwerp was van de Luikse stadsarchitect Joseph Lousberg. De fonteinen werden gegoten in de bronsgieterij van Georges Montefiore-Levi in Anderlecht.
Naast de waterstralen voor menselijk gebruik waren er twee bassins, één op grotere hoogte voor paarden en één op lager niveau voor onder andere honden. De fontein werd opgesierd door een zuiltje met daarop een beeldje. Er werden twee series fonteinen geplaatst:
- Het eerste tiental uit 1888, waarvan de zuil werd bekroond door een beeldje van een botteresse, naar ontwerp van Henri Beckers. Een botteresse was een vrouw die met een mand op haar rug koopwaar (prei, knollen en dergelijke) naar de stad bracht. De botteresse stond model voor een Luiks volkstype.
- Het tweede tiental fonteinen, dat in 1891 werd geplaatst, was voorzien van een waterdraagster, naar ontwerp van Léopold Harzé.

Een vijftal van deze fonteinen is nog aanwezig in diverse wijken van de stad. Ook op de Place Royale in Spa en in de Maastrichtse Boschstraat bevinden zich exemplaren.

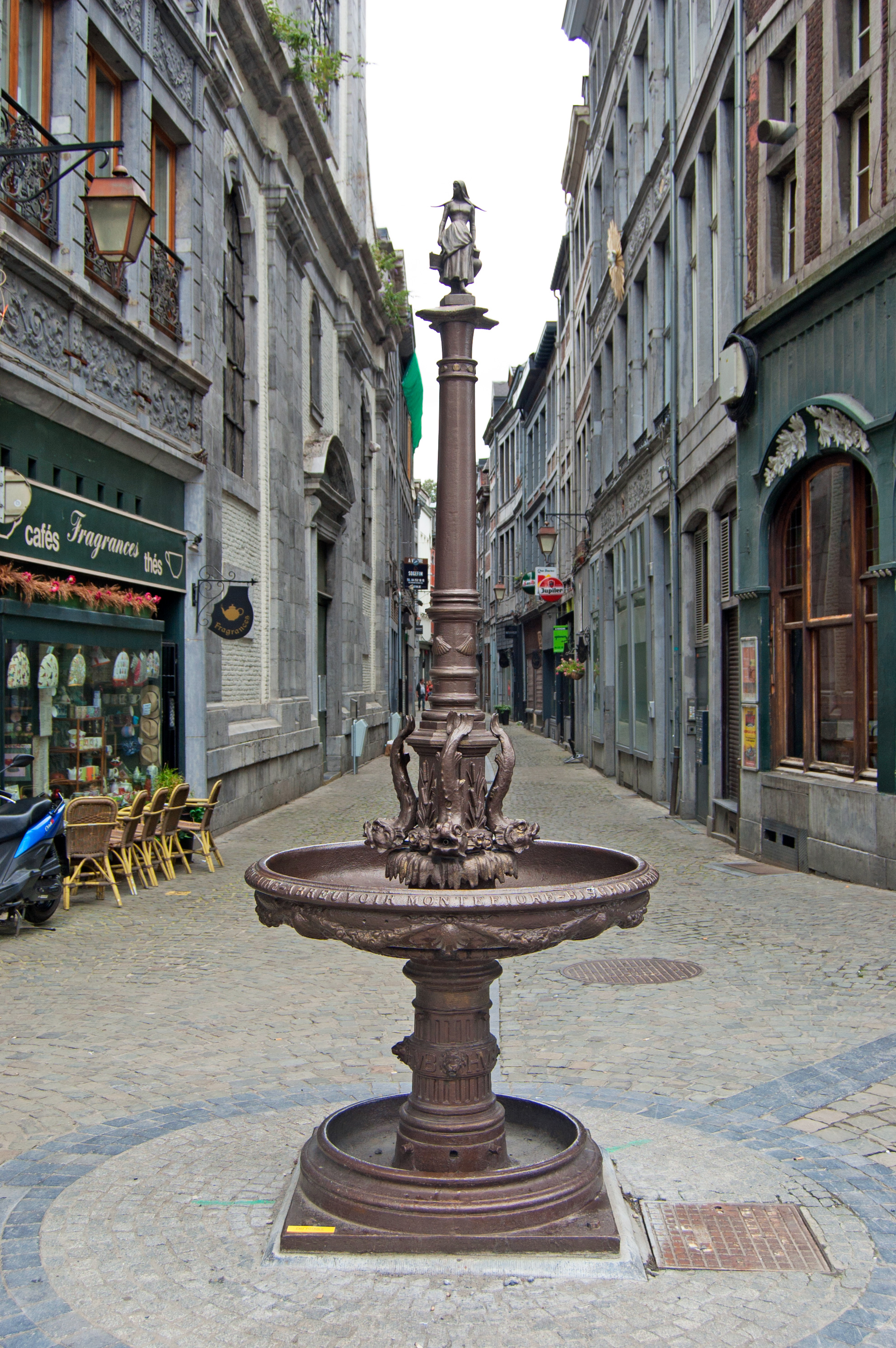
En Neuvice, Luik-Centrum
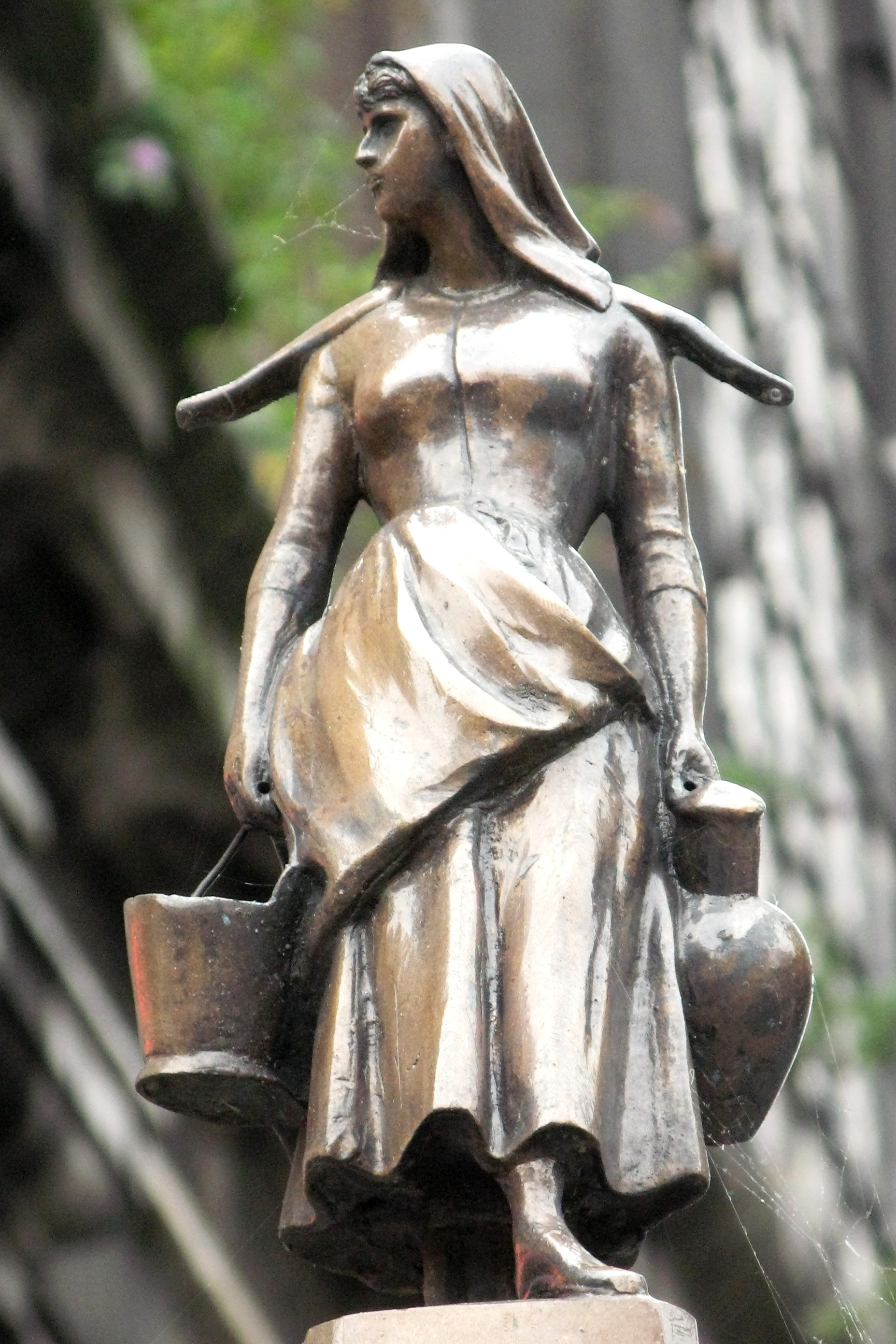
Idem, detail waterdraagster
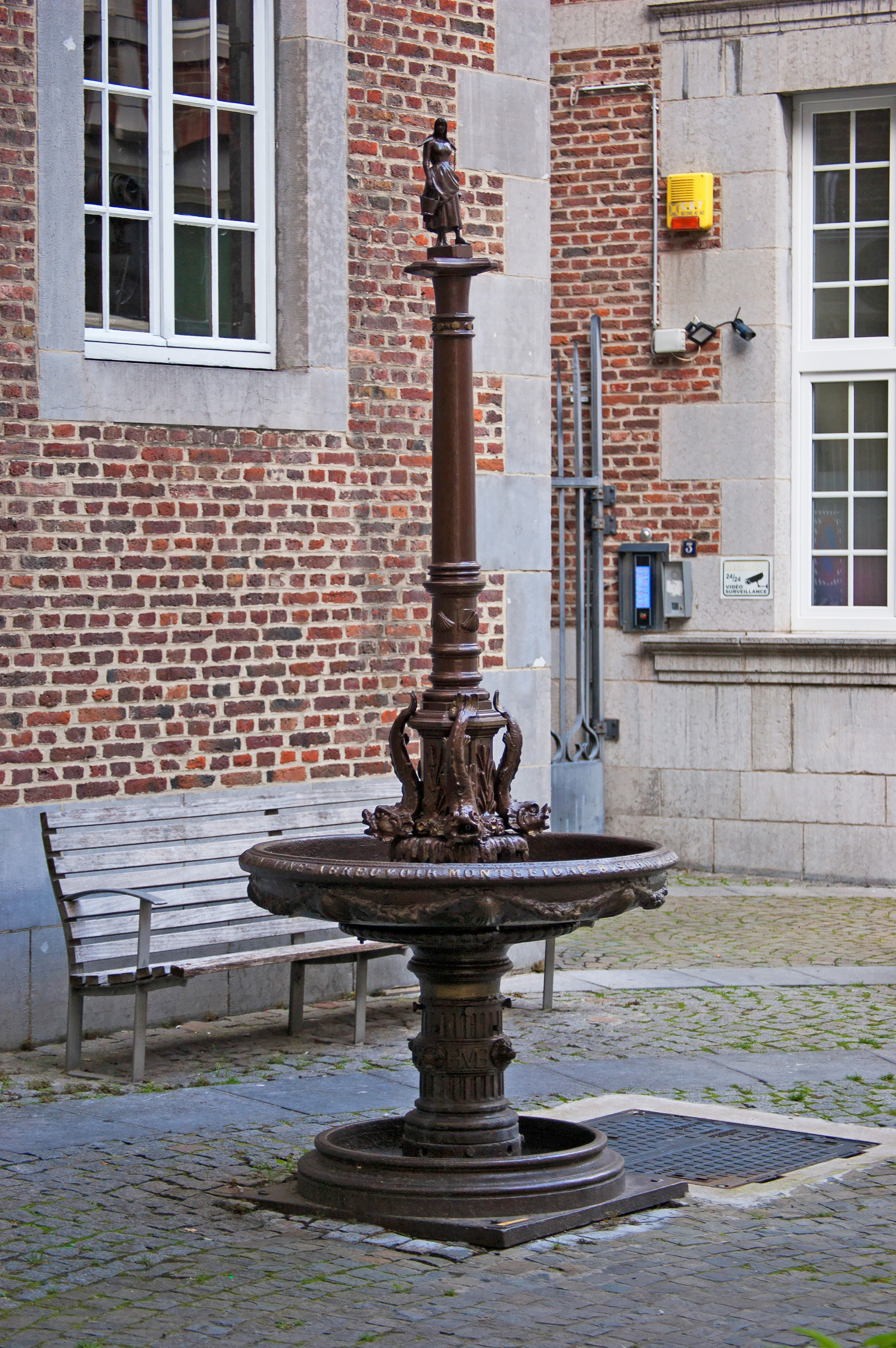
Rue Sur-les-Foulons, Luik-Centrum
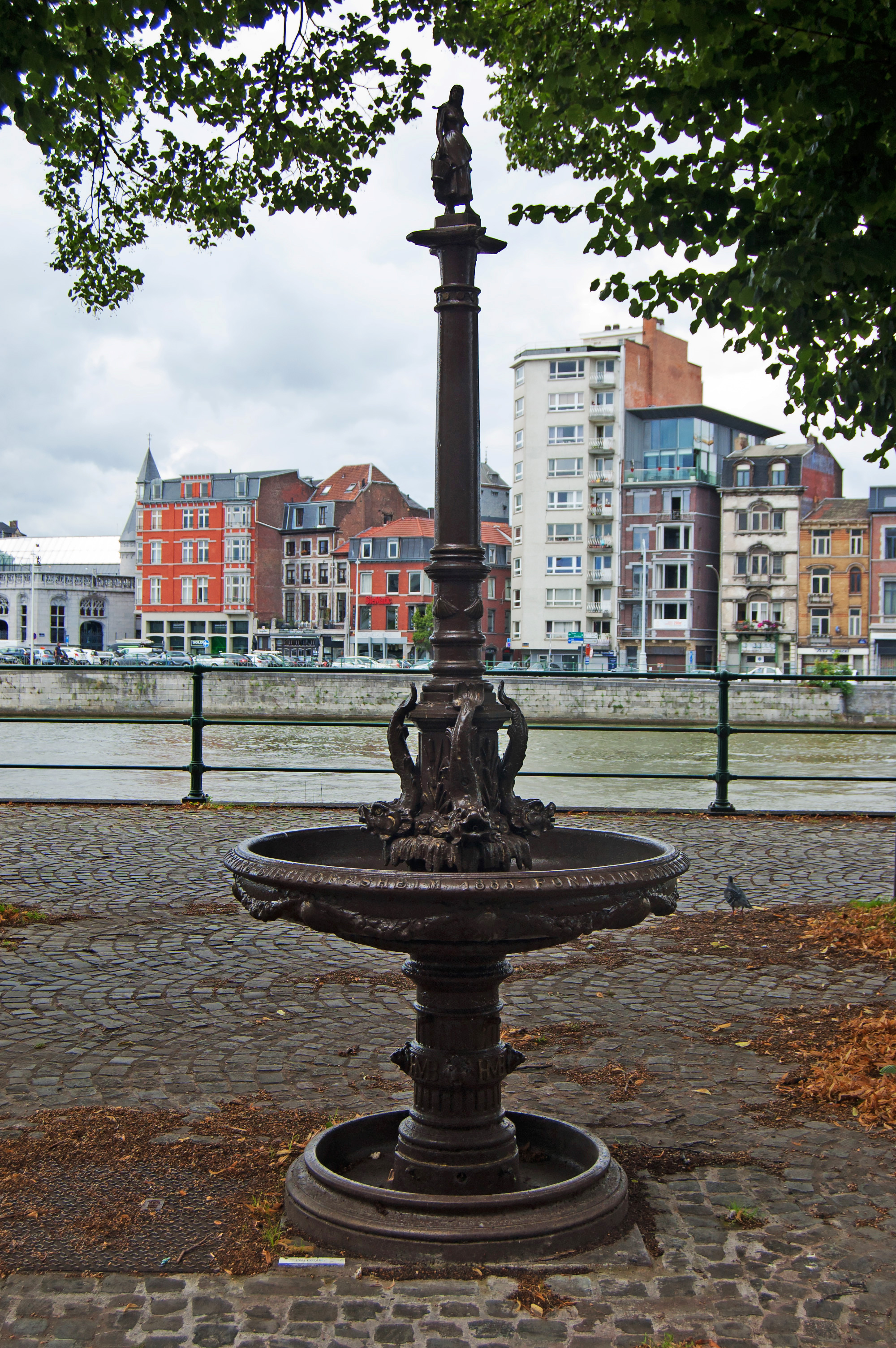
Quai de Gaulle, Outremeuse
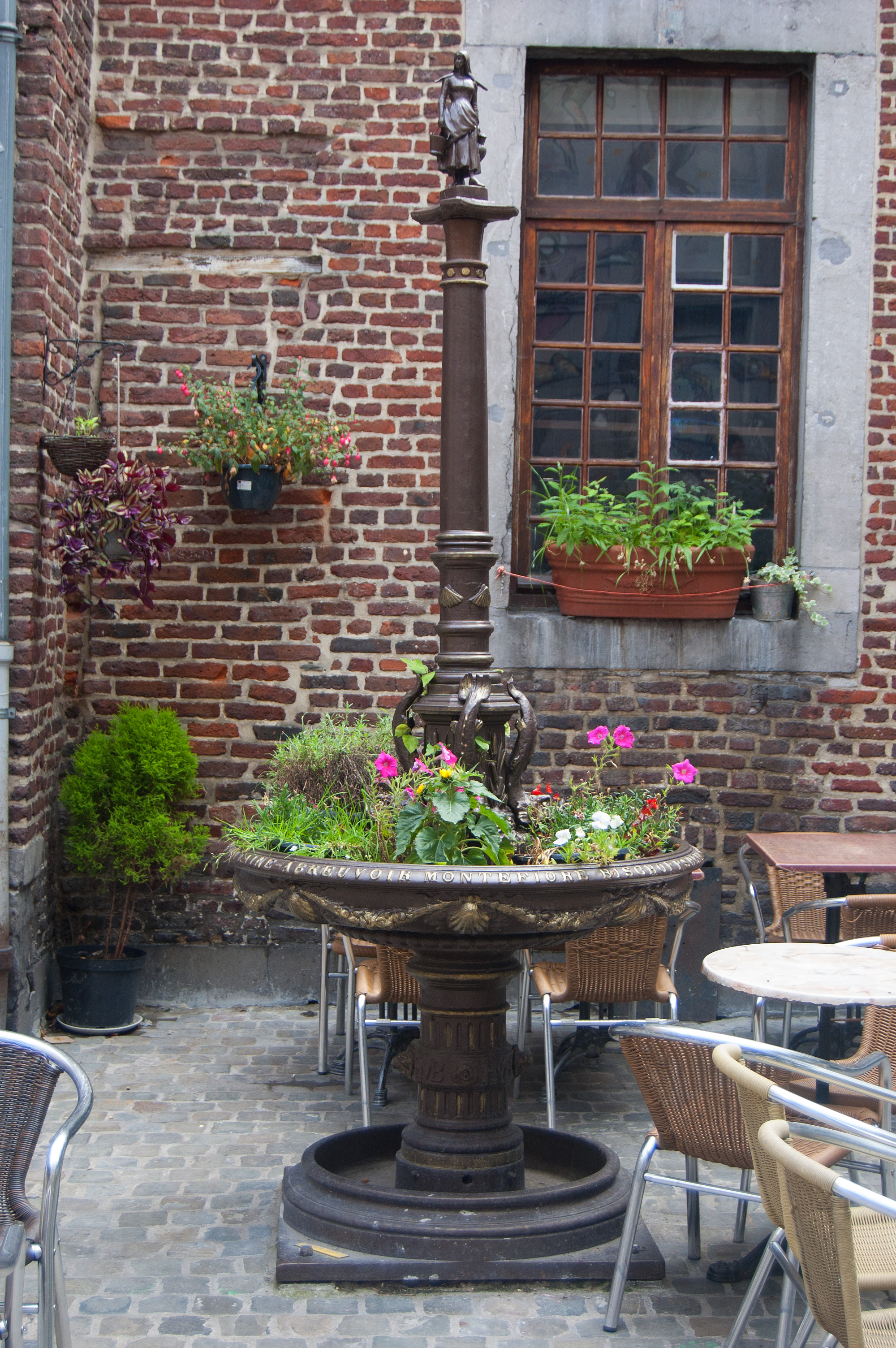
Place Gabriel, Outremeuse
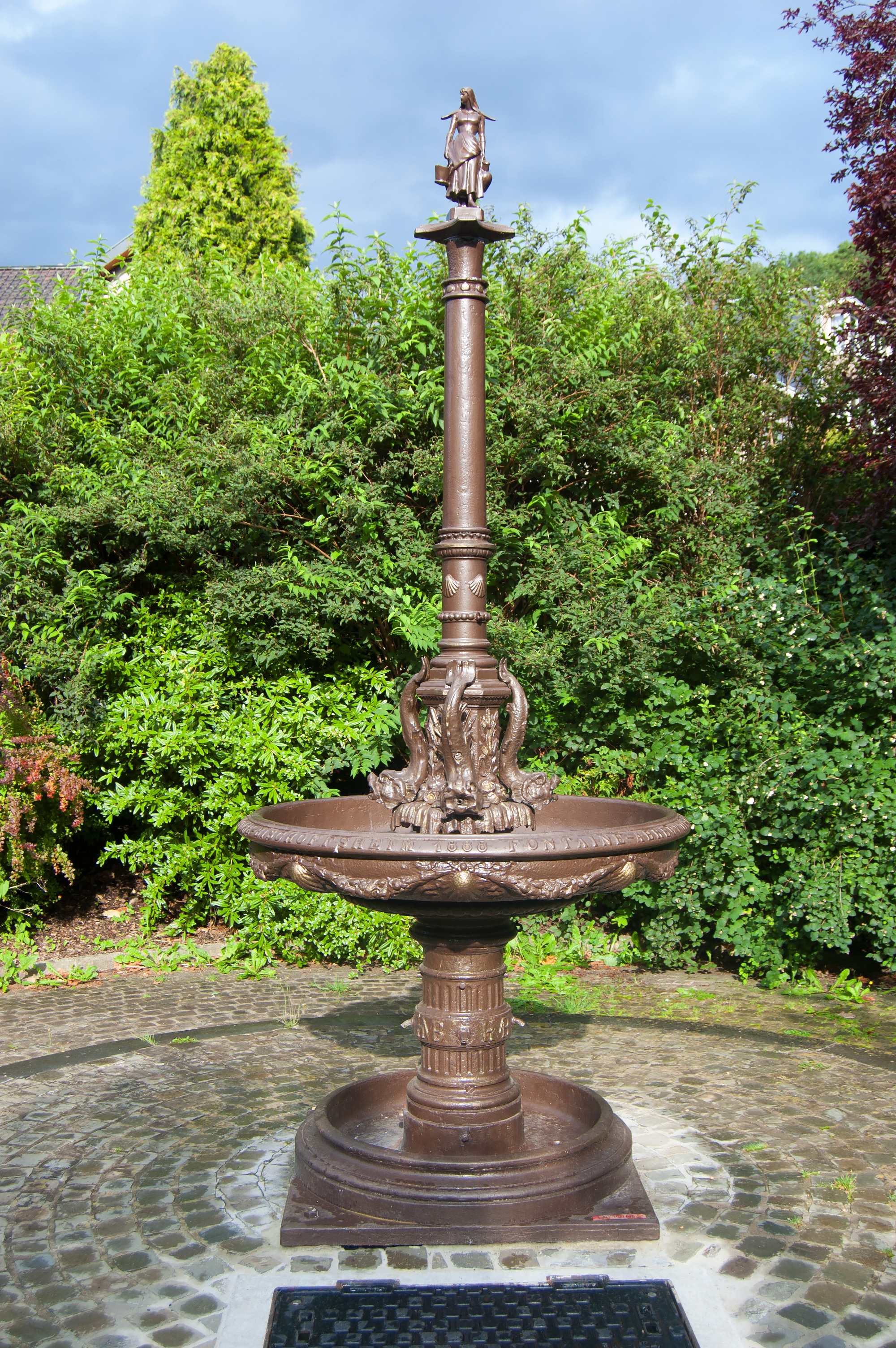
Parc de Péralta, Angleur
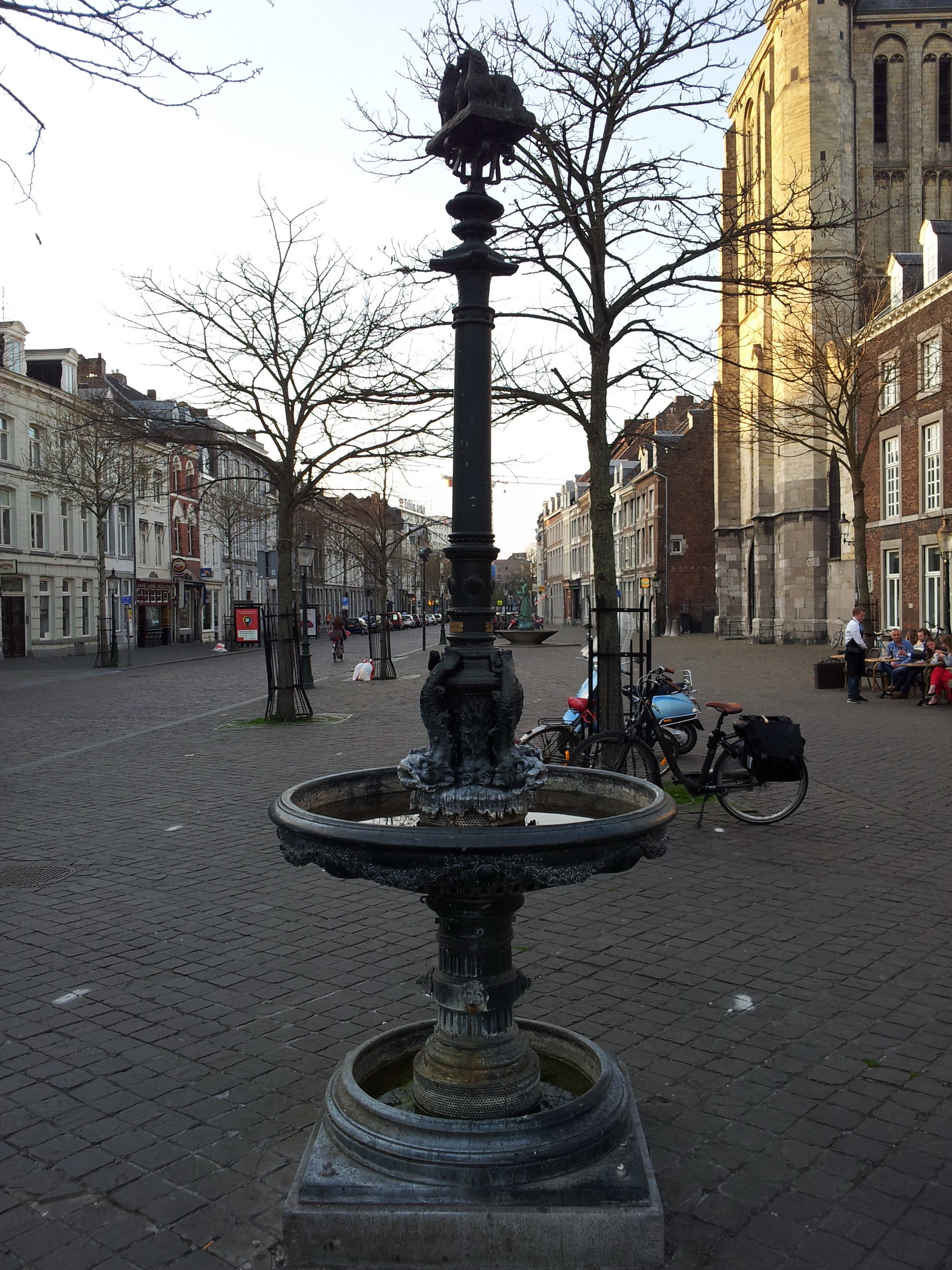
Boschstraat, Maastricht